# 本丸統志文
本丸統志文（ほんまるとしふみ）は、京都市在住の作曲家・音楽プロデューサー。

## 概要
近年はjapanative recordsの中心人物として、キッサコ、The Blue Filmsなどのインディーズアーティストをプロデュース。作風は日本のノスタルジックな空気を感じさせるものが多く、常に懐かしさがスパイスになっている。また元スペクトラムのギタリストである西慎嗣の復帰作となり、スライ&ロビーとの共演で話題になった「Love Sound」はアメリカで発売されている。